# Edge of Seventeen (Stevie Nicks)
Edge of Seventeen is een nummer van de Amerikaanse zangeres Stevie Nicks uit mei 1982. Het is de derde single van haar eerste soloalbum Bella Donna.
Volgens Nicks kwam de titel van een gesprek met Tom Petty's toenmalige echtgenoot Jane, die zei dat ze Petty op 17-jarige leeftijd ("at the age of seventeen") voor het eerst ontmoet had. Door Jane haar zuidelijke Amerikaanse accent, verstond Nicks "at the edge of seventeen". Aanvankelijk wilde Nicks het nummer over Tom en Jane laten gaan, maar uiteindelijk ging het nummer over het overlijden van haar oom Jonathan en de moord op John Lennon in dezelfde week in december 1980. Nicks' producer Jimmy Iovine was een goede vriend van Lennon, en Nicks wist niet hoe ze hem moest troosten.
"Edge of Seventeen" bereikte de 11e positie in de Amerikaanse Billboard Hot 100. Hoewel het nummer in Nederland en Vlaanderen geen hitlijsten bereikte, werd het er wel een radiohit en geniet het nummer er vandaag de dag nog steeds populariteit.

## NPO Radio 2 Top 2000
| Nummer met noteringen in de NPO Radio 2 Top 2000 | '21  | '22  | '23  | '24  |
| ------------------------------------------------ | ---- | ---- | ---- | ---- |
| Edge of Seventeen                                | 1938 | 1436 | 1542 | 1325 |

1. ↑  Een vetgedrukt getal geeft de hoogste notering aan.
2. ↑  2021 was het eerste jaar met een notering voor dit nummer.